# Stargrove et Danja, agents exécutifs
Stargrove et Danja, agents exécutifs (Never Too Young to Die) est un film américain réalisé par Gil Bettman, sorti en 1986.

## Synopsis
Drew Stargrove, vétéran des services secrets, est tué en mission. Son jeune fils Lance entreprend de mener à bien la mission de son père et apprend le métier d'agent secret en compagnie de Danja, assistante et protégée de son père. Les deux jeunes agents ont fort à faire face à l'organisation de Velvet Von Ragner, génie du mal hermaphrodite...

## Fiche technique
- Titre : Stargrove et Danja, agents exécutifs
- Titre original : Never Too Young to Die
- Réalisation : Gil Bettman
- Scénario : Steven Paul (en), Stuart Paul, Anthony Foutz, Gil Bettman et Lorenzo Semple Jr.
- Production : Dorothy Koster Paul, Hank Paul et Steven Paul (en)
- Musique : Lennie Niehaus et James Newton Howard
- Photographie : David Worth
- Montage : Ned Humphreys et Paul Seydor
- Décors : Dale Allen Pelton
- Costumes : Fred Long
- Pays d'origine : États-Unis
- Format : Couleurs - 1,85:1 - Dolby - 35 mm
- Genre : Action, drame
- Durée : 92 minutes
- Date de sortie : juin 1986

## Distribution
- John Stamos : Lance Stargrove
- Vanity : Danja Deering
- Gene Simmons : Velvet Von Ragner
- George Lazenby : Drew Stargrove
- Peter Kwong (de) : Cliff
- Ed Brock : Pyramid
- John Anderson : Arliss
- Robert Englund : Riley
- Tara Buckman : Punkette sacrifiée
- Curtis Taylor : Barton
- Jon Greene : Coach Madsen
- Tim Colceri (en) : Grady
- John Miranda : Mr. Wilder

## Autour du film
Ce film est connu en France par les amateurs de "nanars" pour l'accroche de son affiche. L'accroche est censée dire : "Des cascades, des poursuites, des bagarres à couper le souffle !". Cependant, cette accroche a été placée sur un élément de l'illustration de même couleur. Ceci crée un effet de juxtaposition entre l'illustration et le bas des lettres du mot "souffle", créant un effet comique involontaire. En effet, l'accroche devient : "Des cascades, des poursuites, des bagarres à couper le squeele !". 
Le titre de la série de bandes-dessinées "Freaks' Squeele" de Florent Maudoux y est une référence directe.